# Ubaldo Pino
Ubaldo Pino (Montevideo, 19 de enero de 1963) es un investigador, psicólogo, escritor y comunicador uruguayo.

## Formación
Desde muy joven integró la Sociedad Teosófica, el Instituto Neo-Pitagórico y diversas ramas del Rosacrucismo.
Estudió psicología en la Universidad Estadual de Londrina y parapsicología en la Universidad Católica de Sao Paulo (CLAP-Instituto Padre Quevedo de Parapsicologia ), Psicología de la Religión en la Universidad Libre de Bruselas, estudió en la Facultad de Humanidades de la Universidad de la República, en los cursos de Sánscrito, Cultura Hebrea y Latín.
Durante ocho años viajó a oriente, estudiando árabe, cultura y jurisprudencia Islámica en la Universidad Abdel Aziz en Medina, del Reino de Arabia Saudita. Desde donde pudo mantener un estrecho contacto con Maestros Sufis de diversas escuelas. Se interesó especialmente por la corriente Ahmadiyya del Islam de Pakistan con una fuerte impronta pacifista y ecuménica.
En India estudió también vendanta y sánscrito en el Adhyatma Prakaya Karalaya de Bangalore residencia del Shankaracharya de la época, estableciendo sus primeros contactos también con los sabios ayur-vedas y sidhas del sur del país del Sudha Dharma Mandalam. Se formó como instructor de Yoga en el Rishikesh Institute. Es iniciado en la corriente del Shabda Yoga por Sant Rajinder Singh.
Tomó sanyassin con Bagwan Shree Rakneesh. Participó en el Maha Kumbha Mella junto a miles de sadhus y sannyasin de todas las escuelas y corrientes de India. Iniciado en la Orden Khalsa del Sikhismo. Coordinador en Uruguay de la WTT, World Teacher Trust que es una organización de personas que se sienten inspiradas por las vidas y enseñanzas de los Grandes Maestros de la Sabiduría Eterna.

## Actividades destacadas
Ha colaborado como asesor ecuménico del Vaticano, del CELAM y del Consejo Mundial de Iglesias Protestantes. Fue misionero y religioso franciscano y se especializó en Teología de la Vida Consagrada en el Instituto Teológico del Uruguay. Es ordenado presbítero en la Iglesia Católica Liberal en 2011 y nombrado párroco de la Capilla Nuestra Señora de los 33.
Es representante de United Religions Initiative y del Parlamento Mundial de Religiones. En Uruguay durante 2001 inauguró junto al Prof Nestor Pilosof en el Palacio Legislativo del Uruguay el Primer Encuentro de Diálogo Interreligioso, con la presencia del Cardenal Walter Kasper y el Gran Rabino de Francia René-Samuel Sirat entre otros destacados participantes de las grandes religiones históricas. Representante ante la Mesa de Diálogo Interreligioso del Uruguay por la ICL.

Es fundador de Transcultura Uruguay (Centro de Estudios Transdiciplinarios de las Religiones). Ámbitos de estudio transdiciplinarios y transpersonales, donde se incentiva el diálogo entre la ciencia y las corrientes espirituales desde el paradigma de la complejidad. Es secretario de la Asociación Latinoamericana de Psicología Junguiana. 
Ha tenido una destacada actuación en Canal 10, como panelista del programa Debate abierto y Buen día Uruguay' del Canal 4
, y conductor del programa radial Uruguay Mágico.
Pino adhiere a la masonería
Maestro Masón grado 3/33 del REEAA y Maestro Hermético grado 96 del Rito de Memphis Mizraim. Maestro Rosacruz. Entre 2009 y 2017 ha asesorado y dictando conferencias en el CIEM (Centro de Investigación y Estudios Masónicos de la Gran Logia del Uruguay). Secretario Internacional en Ecumenismo y Diálogo Interreligioso de la Asamblea Internacional Templaria. En 2017 es nombrado Soberano Inspector Nacional, grado XIII y último de la Masonería Mixta Rito Perfectibilísta en Uruguay.